# Borbeni pilot
Borbeni pilot je pripadnik ratnog zrakoplovstva uvježban prvenstveno za zračnu borbu i upravljanje lovačkim zrakoplovom. Oni uvježbani u zračnom ratovanju s glavnom zadaćom obaranja neprijateljskih zrakoplova i pružanju podrške kopnenim i mornaričkim snagama. Vrlo je malo borbenih pilota koji su oborili neprijateljski zrakoplov, a oni koji obore pet ili više neprijatelja nazivaju se zračnim asevima.

## Selekcija
Borbeni piloti su elita svakog ratnog zrakoplovstva i najbolji letački položaj u zrakoplovstvu za kojim teži gotovo svaki vojni pilot. Za borbenu obuku se razmatraju samo najbolji od najboljih. Ljudi u izvanrednoj kondiciji, savršenog zdravlja i, možda najvažnije, izuzetne mentalne snage i volje imaju dobre šanse da budu prihvaćeni za obuku. Moraju demonstrirati i dobro djelovanje u timu i sposobnosti vođenja, jer svi borbeni piloti moraju ujedno biti i časnici.
Najuspješniji borbeni piloti modernog doba su piloti Izraelskog ratnog zrakoplovstva. U preko šezdeset godina postojanja Izraela uništili su preko 1000 neprijateljski zrakoplova, a u zračnoj borbi izgubili samo 50 svojih. Tom omjeru gubitka od 20:1 se nije približilo niti jedno drugo ratno zrakoplovstvo u povijesti zračnog rata.

## Zdravlje i kondicija
Borbeni piloti moraju biti odličnog zdravlja kako bi se mogli nositi s fizičkim zahtjevima najtežeg dijela svoga zvanja, manevarske zračne borbe. Savršeno srce je obavezno, jer velika G opterećenja pri manevriranju tjeraju krv iz glave i mogu dovesti do nesvjestice u samo nekoliko sekundi. Također su važni i jaki mišić, posebno trupa i nogu, čijim stezanjem pilot može usporiti otjecanje krvi iz glave zbog djelovanja višestrukih G sile. Odlična pluća su također obavezna, zbog otežanog disanja pod G opterećenjima. Prednost je i savršen vid, iako se u današnje vrijeme dopuštaju korekcije vida lećama ili laserskom operacijom kandidatima koji zadovolje sve druge uvjete.

## Oprema
Uniforma borbenog pilota je letački kombinezon i lagane rukavice od materijala otpornog na vatru, poput nomexa. U HRZ-u je standardni NATO-ov kombinezon CWU-27/P. Za otpornost na G opterećenja nose posebne anti-G hlače i jakne, koje se spajaju sa zrakoplovom i pri velikom opterećenju automatski napuhuju i time stežu pilotove žile i usporavaju otjecanje krvi iz glave. To pilotu daje dodatnih 1-2 G-a tolerancije. Na glavi nose specijalne kacige s vizirima koje imaju ugrađene slušalice za komunikaciju, a mikrofon se nalazi u masci za kisik koja se također spaja na kacigu i omogućuje pilotu disanje na velikim visinama u slučaju gubitka tlaka u kabini. Preko anti-G jakne nosi i prsluk za preživljavanje. Ta oprema ga štiti i u slučaju da je primoran katapultirati se iz aviona.